# La dueña (1966)
La dueña é uma telenovela mexicana, produzida pela Televisa e exibida em 1966 pelo Telesistema Mexicano.

## Elenco
- Gloria Marín
- Jacqueline Andere
- María Teresa Rivas
- Miguel Manzano